# Gabriele Brussolo
Gabriele Brussolo (Treviso, 8 aprile 1985) è un rugbista a 15 italiano che milita come mediano d'apertura nel San Donà.

## Biografia
Cresciuto al Benetton Treviso con cui disputò alcuni incontri di Heineken Cup, vestì la maglia delle Nazionali U-19 e U-20 prendendo parte al campionato mondiale giovanile in Francia.
Nel 2009 fu ceduto al Badia; dopo una stagione passò al San Donà, squadra di attuale militanza.

## Palmarès
- Campionati italiani: 1
Benetton Treviso: 2006-07